# Липняжка
Липня́жка (укр. Липняжка) — село в Добровеличковской поселковой общине Новоукраинского района Кировоградской области Украины.

## История
Село являлось волостным центром Елисаветградского уезда Херсонской губернии Российской империи, в конце января 1918 года здесь была установлена Советская власть.
Во время Великой Отечественной войны селение было оккупировано немецкой армией.
В 1974 году здесь началось строительство Добровеличковского сахарного завода (которое было завершено в 1986 году).
По переписи 2001 года население составляло 4395 человек.
В июле 1995 года Кабинет министров Украины утвердил решение о приватизации сахарного завода. В июне 2007 года было возбуждено дело о банкротстве Добровеличковского сахарного завода. После банкротства и закрытия завода значительная часть его работников разъехалась из села, став вынужденными переселенцами, оставшиеся в многоквартирных домах жители бедствуют без водоснабжения и канализации.
До 2020 года село входило в Добровеличковский район

## Транспорт
Через село проходит автомобильная дорога Т1214.

## Известные уроженцы
- П. С. Шемендюк — лётчик-ас, герой Советского Союза;
- С. Я. Езан — Герой Социалистического Труда.